# Varanus finschi
Varanus finschi es una especie de escamoso de la familia Varanidae.

## Distribución geográfica
Es endémica de la isla de Nueva Bretaña, en el archipiélago Bismarck (Papúa Nueva Guinea).

## Estado de conservación
Se encuentra amenazada por el tráfico de especies.